# 醉後決定愛上你 (動畫)
《醉後決定愛上你》電視動畫版，係由2011年原作電視劇改編的台灣動畫，由夢田文創出品、綺泰動畫製作；在動畫版釋出前，也有尖端出版發行的原作改編漫畫。
此外，本作動畫曾榮獲2013年新加坡亞洲電視節展（Asia TV Forum & Market）大獎提名。

## 故事大綱
滿懷信心向明星女友艾薇浪漫求婚的男人宋杰修，與滿心期盼和機師男友以翔出國結婚的女人林曉如，兩個互不相干的陌生人，卻在同一天慘遭被拋棄的命運。
一杯酒讓這兩個陌生人拉近了距離，酒精衝腦的他們昏了頭，幹了一連串瘋狂的事。而一覺醒來，面對的不只是結婚證書。90天的秘密婚約，是意外還是命中注定的緣分？

## 人物介紹

### 主要角色
宋杰修（配音：張孝全）
故事主角，是個帥氣多金的首席室內設計師，由於父母離異的關係，讓他產生了冷酷高傲的個性。
林曉如（配音：楊丞琳）
女主角，是熱愛折價券的餐廳領班，又因為她橫衝直撞的直率個性，而被杰修稱為「山豬妹」！

### 其他角色
唐艾薇（配音：丘梅君）
杰修一開始的心儀對象，後來因故分手。
任以翔（配音：官志宏）
曉如一開始的心儀對象，最後因為以事業為重而中止交往。
Tony（配音：馬伯強）
杰修在設計事務所的助手。
蔡孟均（配音：丘梅君）
曉如在飯店內的同事。
李達夫（配音：官志宏）
奧亞空間設計事務所總裁
Jack（配音：馬伯強）
狗仔記者，持續追蹤著艾薇的緋聞，但屢屢落空。

## 主題曲
※同原作電視劇
片頭曲「不按牌理出牌」
作詞：MP魔幻力量 廷廷、陳沒，作曲：MP魔幻力量 廷廷，編曲：MP魔幻力量，歌：MP魔幻力量
片尾曲「好的事情」
作詞：嚴爵、黃婷，作曲：嚴爵，編曲：洪敬堯，歌：嚴爵

## 外部連結
- 官方臉書 （页面存档备份，存于）（繁體中文）

| 東森綜合台 星期六、日 06:00 - 06:30 | 東森綜合台 星期六、日 06:00 - 06:30                | 東森綜合台 星期六、日 06:00 - 06:30 |
| ----------------------------------- | -------------------------------------------------- | ----------------------------------- |
|                                     | 醉後決定愛上你 （2015年11月15日 －2015年12月27日） |                                     |
| 摩爾莊園                            | YoYo嘻遊記                                         |                                     |

| 東森超視 星期日 23:00 - 00:00 | 東森超視 星期日 23:00 - 00:00                      | 東森超視 星期日 23:00 - 00:00 |
| ----------------------------- | -------------------------------------------------- | ----------------------------- |
|                               | 醉後決定愛上你 （2015年11月15日 －2015年12月27日） |                               |
| 二分之一強                    | 二分之一強                                         |                               |